# Robert Krawczyk
Pour les articles homonymes, voir Krawczyk.
Robert Krawczyk, né le 26 mars 1978, est un judoka polonais qui s'illustre dans la catégorie des moins de 81 kg (poids mi-moyens). Médaillé de bronze chez les juniors en 1996, il monte sur son premier podium international majeur en 2000 en prenant la troisième place dans sa catégorie de poids. La même année, il remporte le titre mondial universitaire. En 2002 et 2003, il enchaîne deux podiums aux championnats d'Europe et aux championnats du monde. Il participe en 2004 à ses premiers Jeux olympiques à Athènes. Lors de la compétition, après trois victoires dans le tableau principal, il se qualifie pour la demi-finale mais doit céder face à l'Urkainien Roman Gontyuk. Repêché pour disputer le combat pour la médaille de bronze, le Polonais est de nouveau battu et doit se contenter d'une conquième place finale. En 2007, le judoka obtient son premier titre européen à Belgrade.

## Palmarès

### Jeux olympiques
- Jeux olympiques de 2004 à Athènes (Grèce) :
  - 5e dans la catégorie des -81 kg (éliminé en demi-finale du tableau principal, battu lors du match pour la troisième place).

### Championnats du monde
- Championnats du monde 2003 à Osaka (Japon) :
  -  Médaille de bronze dans la catégorie des -81 kg (poids mi-moyens).

### Championnats d'Europe
| Catégorie / Année       | 1998 | 2000 | 2002 | 2005 | 2007 |
| ----------------------- | ---- | ---- | ---- | ---- | ---- |
| poids mi-moyen (-81 kg) | 7e   | 3e   | 3e   | 3e   | 1er  |

### Divers
- Juniors :
  -  Médaillé de bronze lors de l'Euro juniors en 1996 à Monte-Carlo.
- Tournois :
  - Tournoi de Paris :

3 podiums (2003, 2005 et 2006)